# Première circonscription de la Seine-Saint-Denis
La première circonscription de la Seine-Saint-Denis est l'une des 12 circonscriptions législatives françaises que compte le département de la Seine-Saint-Denis (93) situé en région Île-de-France.

## Description géographique et démographique

### Depuis 1988
La première circonscription de la Seine-Saint-Denis est délimitée par le découpage électoral de la loi n°86-1197 du 24 novembre 1986
, elle regroupe les divisions administratives suivantes : cantons de Épinay-sur-Seine, Saint-Denis Sud, Saint-Ouen et L’Ile-Saint-Denis .
D'après le recensement général de la population en 1999, réalisé par l'Institut national de la statistique et des études économiques (INSEE), la population de cette circonscription est estimée à 103921 habitants,.

## Historique des députations
| Législature | Début de mandat | Fin de mandat  | Député              | Parti politique | Observations                                                                           |
| ----------- | --------------- | -------------- | ------------------- | --------------- | -------------------------------------------------------------------------------------- |
| IXe         | 23 juin 1988    | 1er avril 1993 | Gilbert Bonnemaison | PS              |                                                                                        |
| Xe          | 2 avril 1993    | 21 avril 1997  | Raoul Béteille,     | UDF-DVD,        | Mandat écourté à la suite d'une dissolution parlementaire décidée par Jacques Chirac.  |
| XIe         | 12 juin 1997    | 18 juin 2002   | Bruno Le Roux       | PS              |                                                                                        |
| XIIe        | 19 juin 2002    | 19 juin 2007   | Bruno Le Roux,      | PS,             |                                                                                        |
| XIIIe       | 20 juin 2007    | 19 juin 2012   | Bruno Le Roux       | PS              |                                                                                        |
| XIVe        | 20 juin 2012    | 20 juin 2017   | Bruno Le Roux       | PS              |                                                                                        |
| XVe         | 21 juin 2017    | 21 juin 2022   | Éric Coquerel       | LFI             |                                                                                        |
| XVIe        | 22 juin 2022    | 9 juin 2024    | Éric Coquerel       | LFI             | Mandat écourté à la suite d'une dissolution parlementaire décidée par Emmanuel Macron. |
| XVIIe       | 8 juillet 2024  | En cours       | Éric Coquerel       | LFI             |                                                                                        |

## Historique des élections

### Élections de 1967
| Candidat       | Candidat            | Parti          | Premier tour | Premier tour | Second tour | Second tour |  |
| Candidat       | Candidat            | Parti          | Voix         | %            | Voix        | %           |  |
| -------------- | ------------------- | -------------- | ------------ | ------------ | ----------- | ----------- |  |
|                | Étienne Fajon élu   | PCF            | 25 526       | 47,96        | 30 003      | 60,71       |  |
|                | Henri Bonneville    | UD-Ve          | 17 041       | 32,02        | 19 421      | 39,29       |  |
|                | Gilbert Bonnemaison | FGDS (SFIO)    | 5 212        | 9,79         |             |             |  |
|                | Pierre Val          | CD (PDM)       | 3 208        | 6,03         |             |             |  |
|                | Daniel Mignot       | PSU            | 1 956        | 3,68         |             |             |  |
|                | Stéphane Just       | PCI            | 277          | 0,52         |             |             |  |
|                |                     |                |              |              |             |             |  |
| Inscrits       | Inscrits            | Inscrits       | 65 546       | 100,00       | 64 547      | 100,00      |  |
| Abstentions    | Abstentions         | Abstentions    | 11 349       | 17,31        | 13 223      | 20,49       |  |
| Votants        | Votants             | Votants        | 54 197       | 82,69        | 51 324      | 79,51       |  |
| Blancs et nuls | Blancs et nuls      | Blancs et nuls | 977          | 1,8          | 1 900       | 3,7         |  |
| Exprimés       | Exprimés            | Exprimés       | 53 220       | 98,2         | 49 424      | 96,3        |  |

Fernand Lefort, métreur, conseiller général, maire de Saint-Ouen, était le suppléant d'Étienne Fajon.

### Élections de 1968
| Candidat       | Candidat                    | Parti          | Premier tour | Premier tour | Second tour | Second tour |  |
| Candidat       | Candidat                    | Parti          | Voix         | %            | Voix        | %           |  |
| -------------- | --------------------------- | -------------- | ------------ | ------------ | ----------- | ----------- |  |
|                | Étienne Fajon sortant réélu | PCF            | 21 598       | 42,8         | 25 670      | 57,17       |  |
|                | Henri Bonneville            | UDR (URP)      | 18 544       | 36,75        | 19 233      | 42,83       |  |
|                | Gilbert Bonnemaison         | FGDS (SFIO)    | 5 448        | 10,8         |             |             |  |
|                | Daniel Mignot               | PSU            | 2 659        | 5,27         |             |             |  |
|                | Jacques Pèze                | TD             | 2 215        | 4,39         |             |             |  |
|                |                             |                |              |              |             |             |  |
| Inscrits       | Inscrits                    | Inscrits       | 62 449       | 100,00       | 62 440      | 100,00      |  |
| Abstentions    | Abstentions                 | Abstentions    | 11 310       | 18,11        | 15 971      | 25,58       |  |
| Votants        | Votants                     | Votants        | 51 139       | 81,89        | 46 469      | 74,42       |  |
| Blancs et nuls | Blancs et nuls              | Blancs et nuls | 675          | 1,32         | 1 566       | 3,37        |  |
| Exprimés       | Exprimés                    | Exprimés       | 50 464       | 98,68        | 44 903      | 96,63       |  |

Fernand Lefort était le suppléant d'Étienne Fajon.

### Élections de 1973
| Candidat       | Candidat                    | Parti          | Premier tour | Premier tour | Second tour | Second tour |  |
| Candidat       | Candidat                    | Parti          | Voix         | %            | Voix        | %           |  |
| -------------- | --------------------------- | -------------- | ------------ | ------------ | ----------- | ----------- |  |
|                | Étienne Fajon sortant réélu | PCF            | 22 806       | 44,22        | 30 163      | 63,09       |  |
|                | François Terranova          | UDR (URP)      | 10 763       | 20,87        | 17 647      | 36,91       |  |
|                | Gilbert Bonnemaison         | PS (UGSD)      | 9 109        | 17,66        | Retrait     | Retrait     |  |
|                | J.V. Voyer                  | MR             | 3 949        | 7,66         |             |             |  |
|                | Philippe Cassar             | Divers droite  | 2 689        | 5,21         |             |             |  |
|                | Jean-Marie Hiribarren       | PSU            | 1 606        | 3,11         |             |             |  |
|                | Roland Vacher               | LCR            | 649          | 1,26         |             |             |  |
|                |                             |                |              |              |             |             |  |
| Inscrits       | Inscrits                    | Inscrits       | 64 185       | 100,00       | 64 183      | 100,00      |  |
| Abstentions    | Abstentions                 | Abstentions    | 11 084       | 17,27        | 13 600      | 21,19       |  |
| Votants        | Votants                     | Votants        | 53 101       | 82,73        | 50 583      | 78,81       |  |
| Blancs et nuls | Blancs et nuls              | Blancs et nuls | 1 530        | 2,88         | 2 773       | 5,48        |  |
| Exprimés       | Exprimés                    | Exprimés       | 51 571       | 97,12        | 47 810      | 94,52       |  |

Fernand Belino, employé, conseiller général, adjoint au maire d'Épinay-sur-Seine, était le suppléant d'Étienne Fajon.

### Élections de 1978
| Candidat       | Candidat               | Parti          | Premier tour | Premier tour | Second tour | Second tour |  |
| Candidat       | Candidat               | Parti          | Voix         | %            | Voix        | %           |  |
| -------------- | ---------------------- | -------------- | ------------ | ------------ | ----------- | ----------- |  |
|                | Paulette Fost élue     | PCF            | 20 743       | 37,38        | 32 409      | 60,92       |  |
|                | Gilbert Bonnemaison    | PS             | 13 255       | 23,88        | Retrait     | Retrait     |  |
|                | François Terranova     | RPR            | 10 579       | 19,06        | 20 790      | 39,08       |  |
|                | Bernard Bonilla        | UDF (PR)       | 7 469        | 13,46        |             |             |  |
|                | Françoise Miret        | PSU (FA)       | 1 608        | 2,9          |             |             |  |
|                | Gilbert Fontanet       | LO             | 1 065        | 1,92         |             |             |  |
|                | Joël Gourdon           | LCR            | 445          | 0,8          |             |             |  |
|                | Philippe Blanchemanche | UOPDP          | 255          | 0,46         |             |             |  |
|                | P. Ganger              | Divers         | 77           | 0,14         |             |             |  |
|                |                        |                |              |              |             |             |  |
| Inscrits       | Inscrits               | Inscrits       | 71 387       | 100,00       | 71 385      | 100,00      |  |
| Abstentions    | Abstentions            | Abstentions    | 14 198       | 19,89        | 15 643      | 21,91       |  |
| Votants        | Votants                | Votants        | 57 189       | 80,11        | 55 742      | 78,09       |  |
| Blancs et nuls | Blancs et nuls         | Blancs et nuls | 1 693        | 2,96         | 2 543       | 4,56        |  |
| Exprimés       | Exprimés               | Exprimés       | 55 496       | 97,04        | 53 199      | 95,44       |  |

Raymond Gosselet, carreleur, maire adjoint d'Épinay-sur-Seine, était le suppléant de Paulette Fost.

### Élections de 1981
| Candidat       | Candidat                | Parti                | Premier tour | Premier tour | Second tour | Second tour |  |
| Candidat       | Candidat                | Parti                | Voix         | %            | Voix        | %           |  |
| -------------- | ----------------------- | -------------------- | ------------ | ------------ | ----------- | ----------- |  |
|                | Gilbert Bonnemaison élu | PS                   | 16 271       | 36,12        | 30 273      | 69,60       |  |
|                | Paulette Fost sortante  | PCF                  | 15 202       | 33,75        | Retrait     | Retrait     |  |
|                | François Terranova      | RPR (UNM)            | 10 967       | 24,35        | 13 220      | 30,40       |  |
|                | Yvonne Alexandre        | MÉP                  | 1 259        | 2,79         |             |             |  |
|                | Maurice Lombard         | PSU                  | 675          | 1,50         |             |             |  |
|                | Gilbert Fontanet        | LO                   | 489          | 1,08         |             |             |  |
|                | Jean-Luc Fiévet         | Extrême gauche (PCR) | 178          | 0,39         |             |             |  |
|                |                         |                      |              |              |             |             |  |
| Inscrits       | Inscrits                | Inscrits             | 71 191       | 100,00       | 71 178      | 100,00      |  |
| Abstentions    | Abstentions             | Abstentions          | 25 326       | 35,57        | 25 698      | 36,1        |  |
| Votants        | Votants                 | Votants              | 45 865       | 64,43        | 45 480      | 63,9        |  |
| Blancs et nuls | Blancs et nuls          | Blancs et nuls       | 824          | 1,8          | 1 987       | 4,37        |  |
| Exprimés       | Exprimés                | Exprimés             | 45 041       | 98,2         | 43 493      | 95,63       |  |

Pierre Machon, directeur adjoint de collège, adjoint au maire de Villetaneuse, était le suppléant de Gilbert Bonnemaison.

### Élections de 1988
| Candidat       | Candidat                          | Parti          | Premier tour | Premier tour | Second tour | Second tour |  |
| Candidat       | Candidat                          | Parti          | Voix         | %            | Voix        | %           |  |
| -------------- | --------------------------------- | -------------- | ------------ | ------------ | ----------- | ----------- |  |
|                | Gilbert Bonnemaison sortant réélu | PS             | 11 445       | 37,78        | 16 970      | 100,00      |  |
|                | Paulette Fost                     | PCF            | 6 914        | 22,83        | Retrait     | Retrait     |  |
|                | Jean-Baptiste Angelini            | FN             | 5 346        | 17,65        |             |             |  |
|                | Philippe Borderie                 | diss. UDF      | 3 680        | 12,15        |             |             |  |
|                | Christine Chauvet                 | UDF (PR) (URC) | 2 688        | 8,87         |             |             |  |
|                | Cécile Desmas                     | POE            | 218          | 0,72         |             |             |  |
|                | Jean-Philippe Habas               | Divers droite  | 0            | 0            |             |             |  |
|                |                                   |                |              |              |             |             |  |
| Inscrits       | Inscrits                          | Inscrits       | 52 131       | 100,00       | 52 121      | 100,00      |  |
| Abstentions    | Abstentions                       | Abstentions    | 21 365       | 40,98        | 28 419      | 54,53       |  |
| Votants        | Votants                           | Votants        | 30 766       | 59,02        | 23 702      | 45,47       |  |
| Blancs et nuls | Blancs et nuls                    | Blancs et nuls | 475          | 1,54         | 6 732       | 28,4        |  |
| Exprimés       | Exprimés                          | Exprimés       | 30 291       | 98,46        | 16 970      | 71,6        |  |

Bertrand Druon, journaliste à Saint-Ouen était le suppléant de Gilbert Bonnemaison.

### Élections de 1993
| Candidat       | Candidat                    | Parti          | Premier tour | Premier tour | Second tour | Second tour |  |
| Candidat       | Candidat                    | Parti          | Voix         | %            | Voix        | %           |  |
| -------------- | --------------------------- | -------------- | ------------ | ------------ | ----------- | ----------- |  |
|                | Raoul Béteille élu          | app. RPR (UPF) | 7 972        | 26,97        | 14 630      | 51,96       |  |
|                | Josiane Andros              | PCF            | 5 613        | 18,99        | 13 525      | 48,04       |  |
|                | Pierre Pauty                | FN             | 5 555        | 18,79        |             |             |  |
|                | Gilbert Bonnemaison sortant | PS (ADFP)      | 5 188        | 17,55        |             |             |  |
|                | Michel Bourgain             | Les Verts (EÉ) | 2 548        | 8,62         |             |             |  |
|                | Georges Fournier            | LT-LNÉ         | 811          | 2,74         |             |             |  |
|                | Serge Le Balc'h             | LO             | 711          | 2,41         |             |             |  |
|                | Jean-Philippe Suire         | UDI            | 617          | 2,09         |             |             |  |
|                | Yvon Magne                  | UÉD            | 396          | 1,34         |             |             |  |
|                | Roland Hélie                | AP             | 151          | 0,51         |             |             |  |
|                |                             |                |              |              |             |             |  |
| Inscrits       | Inscrits                    | Inscrits       | 49 588       | 100,00       | 49 588      | 100,00      |  |
| Abstentions    | Abstentions                 | Abstentions    | 18 909       | 38,13        | 19 278      | 38,88       |  |
| Votants        | Votants                     | Votants        | 30 679       | 61,87        | 30 310      | 61,12       |  |
| Blancs et nuls | Blancs et nuls              | Blancs et nuls | 1 117        | 3,64         | 2 155       | 7,11        |  |
| Exprimés       | Exprimés                    | Exprimés       | 29 562       | 96,36        | 28 155      | 92,89       |  |

Raoul Béteille siégeait au groupe RPR.
Anne Roudaut, conseillère municipale RPR d'Épinay-sur-Seine était la suppléante de Raoul Béteille.

### Élections de 1997
| Candidat       | Candidat               | Parti          | Premier tour | Premier tour | Second tour | Second tour |  |
| Candidat       | Candidat               | Parti          | Voix         | %            | Voix        | %           |  |
| -------------- | ---------------------- | -------------- | ------------ | ------------ | ----------- | ----------- |  |
|                | Bruno Le Roux élu      | PS             | 7 691        | 27,79        | 18 226      | 68,04       |  |
|                | François-Xavier Sidos  | FN             | 5 471        | 19,77        | 8 562       | 31,96       |  |
|                | Jacqueline Dambreville | PCF            | 5 152        | 18,61        |             |             |  |
|                | Raoul Béteille sortant | RPR            | 5 032        | 18,18        |             |             |  |
|                | Michel Bourgain        | Les Verts      | 1 211        | 4,38         |             |             |  |
|                | Serge Le Balc'h        | LO             | 850          | 3,07         |             |             |  |
|                | Clotilde Théret        | GÉ             | 835          | 3,02         |             |             |  |
|                | Hervé Chevreau         | LDI (MPF)      | 549          | 1,98         |             |             |  |
|                | Bernard Perego         | MDC            | 455          | 1,64         |             |             |  |
|                | Marc Dumez             | PT             | 192          | 0,69         |             |             |  |
|                | Pascale Oster          | Divers         | 116          | 0,42         |             |             |  |
|                | Emmanuel Raymond       | MDR            | 75           | 0,27         |             |             |  |
|                | Tuan Mohamath Raban    | Extrême droite | 49           | 0,18         |             |             |  |
|                |                        |                |              |              |             |             |  |
| Inscrits       | Inscrits               | Inscrits       | 45 937       | 100,00       | 45 938      | 100,00      |  |
| Abstentions    | Abstentions            | Abstentions    | 17 419       | 37,92        | 16 741      | 36,44       |  |
| Votants        | Votants                | Votants        | 28 518       | 62,08        | 29 197      | 63,56       |  |
| Blancs et nuls | Blancs et nuls         | Blancs et nuls | 840          | 2,95         | 2 409       | 8,25        |  |
| Exprimés       | Exprimés               | Exprimés       | 27 678       | 97,05        | 26 788      | 91,75       |  |

Le suppléant de Bruno Le Roux était Bertrand Druon, maire adjoint de Saint-Ouen.

### Élections de 2002
| Candidat       | Candidat                    | Parti            | Premier tour | Premier tour | Second tour | Second tour |  |
| Candidat       | Candidat                    | Parti            | Voix         | %            | Voix        | %           |  |
| -------------- | --------------------------- | ---------------- | ------------ | ------------ | ----------- | ----------- |  |
|                | Hervé Chevreau              | UDF              | 8 023        | 33,32        | 10 783      | 49,17       |  |
|                | Bruno Le Roux sortant réélu | PS (PRG)         | 7 194        | 29,88        | 11 145      | 50,83       |  |
|                | Sylvie Collet               | FN               | 2 987        | 12,41        |             |             |  |
|                | Pierre Zarka                | PCF              | 2 496        | 10,37        |             |             |  |
|                | Michel Bourgain             | Les Verts        | 1 524        | 6,33         |             |             |  |
|                | Jean-Yves Lesage            | LCR              | 474          | 1,97         |             |             |  |
|                | Hayat Dhalfa                | Pôle républicain | 462          | 1,92         |             |             |  |
|                | Monique Tesseyre            | LO               | 392          | 1,63         |             |             |  |
|                | Nicole Lemétayer            | MNR              | 236          | 0,98         |             |             |  |
|                | Yvette Ruiz-Lopez           | GÉ               | 113          | 0,47         |             |             |  |
|                | Célina Melane               | Extrême gauche   | 110          | 0,46         |             |             |  |
|                | Jean-Benoit Charrassin      | ND               | 64           | 0,27         |             |             |  |
|                | Paulette Laurier            | UMP              | 1            | 0            |             |             |  |
|                |                             |                  |              |              |             |             |  |
| Inscrits       | Inscrits                    | Inscrits         | 42 748       | 100,00       | 42 749      | 100,00      |  |
| Abstentions    | Abstentions                 | Abstentions      | 18 316       | 42,85        | 19 913      | 46,58       |  |
| Votants        | Votants                     | Votants          | 24 432       | 57,15        | 22 836      | 53,42       |  |
| Blancs et nuls | Blancs et nuls              | Blancs et nuls   | 356          | 1,46         | 908         | 3,98        |  |
| Exprimés       | Exprimés                    | Exprimés         | 24 076       | 98,54        | 21 928      | 96,02       |  |

Le suppléant de Bruno Le Roux était Bertrand Druon.

### Élections de 2007
| Candidat       | Candidat                    | Parti          | Premier tour | Premier tour | Second tour | Second tour |  |
| Candidat       | Candidat                    | Parti          | Voix         | %            | Voix        | %           |  |
| -------------- | --------------------------- | -------------- | ------------ | ------------ | ----------- | ----------- |  |
|                | Bruno Le Roux sortant réélu | PS             | 8 641        | 34,66        | 14 699      | 62,71       |  |
|                | Brigitte Espinasse          | UMP            | 5 928        | 23,78        | 8 740       | 37,29       |  |
|                | Hayat Dhalfa                | PCF            | 3 157        | 12,66        |             |             |  |
|                | Claire O'Petit              | UDF–MoDem      | 1 683        | 6,75         |             |             |  |
|                | Patrick Rivallain           | FN             | 1 251        | 5,02         |             |             |  |
|                | William Delannoy            | Divers         | 1 245        | 4,99         |             |             |  |
|                | Madjid Challal              | Les Verts      | 864          | 3,47         |             |             |  |
|                | Nathalie Oliver             | LCR            | 807          | 3,24         |             |             |  |
|                | Marianne Courrejou          | LT-LNÉ         | 271          | 1,09         |             |             |  |
|                | Monique Teyssère            | LO             | 268          | 1,08         |             |             |  |
|                | Laurent Stocco              | MPF            | 253          | 1,01         |             |             |  |
|                | Janine Maurice-Bellay       | Divers gauche  | 218          | 0,87         |             |             |  |
|                | Patrick Pédrot              | PT             | 165          | 0,66         |             |             |  |
|                | Éric Orpelière              | Divers         | 141          | 0,57         |             |             |  |
|                | Nicolas Dejeu               | Divers         | 32           | 0,13         |             |             |  |
|                | Gwen-Aëlle Trombert         | Divers         | 4            | 0,02         |             |             |  |
|                | Louis Campana               | Divers         | 0            | 0            |             |             |  |
|                |                             |                |              |              |             |             |  |
| Inscrits       | Inscrits                    | Inscrits       | 50 448       | 100,00       | 50 448      | 100,00      |  |
| Abstentions    | Abstentions                 | Abstentions    | 25 123       | 49,8         | 26 259      | 52,05       |  |
| Votants        | Votants                     | Votants        | 25 325       | 50,2         | 24 189      | 47,95       |  |
| Blancs et nuls | Blancs et nuls              | Blancs et nuls | 397          | 1,57         | 750         | 3,1         |  |
| Exprimés       | Exprimés                    | Exprimés       | 24 928       | 98,43        | 23 439      | 96,9        |  |

### Élections de 2012
| Candidat       | Candidat                    | Parti          | Premier tour | Premier tour | Second tour | Second tour |  |
| Candidat       | Candidat                    | Parti          | Voix         | %            | Voix        | %           |  |
| -------------- | --------------------------- | -------------- | ------------ | ------------ | ----------- | ----------- |  |
|                | Bruno Le Roux sortant réélu | PS             | 11 928       | 47,46        | 15 060      | 100,00      |  |
|                | Hayat Dhalfa                | FG (PG)        | 3 573        | 14,22        | Retrait     | Retrait     |  |
|                | Salah Bourdi                | NC (UMP)       | 2 755        | 10,96        |             |             |  |
|                | Blandine Dejouy             | FN             | 2 688        | 10,69        |             |             |  |
|                | Mike Borowski               | MoDem          | 1 234        | 4,91         |             |             |  |
|                | Mamadou Keita               | EÉLV           | 1 187        | 4,72         |             |             |  |
|                | Youssef El Ouachouni        | Divers         | 806          | 3,21         |             |             |  |
|                | Bernard Brès                | PDF            | 320          | 1,27         |             |             |  |
|                | Naïma Amiri                 | NPA            | 274          | 1,09         |             |             |  |
|                | Cécile Abad                 | LO             | 195          | 0,78         |             |             |  |
|                | Rosy Aline                  | PCD            | 110          | 0,44         |             |             |  |
|                | Élise Mbock                 | Divers         | 50           | 0,20         |             |             |  |
|                | Étienne Zoldi Dedieu        | Pirate         | 14           | 0,06         |             |             |  |
|                |                             |                |              |              |             |             |  |
| Inscrits       | Inscrits                    | Inscrits       | 55 214       | 100,00       | 55 214      | 100,00      |  |
| Abstentions    | Abstentions                 | Abstentions    | 29 690       | 53,77        | 36 567      | 66,23       |  |
| Votants        | Votants                     | Votants        | 25 524       | 46,23        | 18 647      | 33,77       |  |
| Blancs et nuls | Blancs et nuls              | Blancs et nuls | 390          | 1,53         | 3 587       | 19,24       |  |
| Exprimés       | Exprimés                    | Exprimés       | 25 134       | 98,47        | 15 060      | 80,76       |  |

### Élections de 2017
|                                                    |                                                                               |                           |                           |                          |                          |
|                                                    |                                                                               | Premier tour 11 juin 2017 | Premier tour 11 juin 2017 | Second tour 18 juin 2017 | Second tour 18 juin 2017 |
|                                                    |                                                                               |                           |                           |                          |                          |
|                                                    |                                                                               | Nombre                    | % des inscrits            | Nombre                   | % des inscrits           |
| Inscrits                                           | Inscrits                                                                      | 61 803                    | 100,00                    | 61 804                   | 100,00                   |
| Abstentions                                        | Abstentions                                                                   | 38 945                    | 63,01                     | 41 892                   | 67,78                    |
| Votants                                            | Votants                                                                       | 22 858                    | 36,99                     | 19 912                   | 32,22                    |
|                                                    |                                                                               |                           | % des votants             |                          | % des votants            |
| Bulletins blancs                                   | Bulletins blancs                                                              | 318                       | 1,39                      | 865                      | 4,34                     |
| Bulletins nuls                                     | Bulletins nuls                                                                | 164                       | 0,72                      | 506                      | 2,54                     |
| Suffrages exprimés                                 | Suffrages exprimés                                                            | 22 376                    | 97,89                     | 18 541                   | 93,11                    |
|                                                    |                                                                               |                           |                           |                          |                          |
| Candidat Étiquette politique (partis et alliances) | Candidat Étiquette politique (partis et alliances)                            | Voix                      | % des exprimés            | Voix                     | % des exprimés           |
|                                                    |                                                                               |                           |                           |                          |                          |
|                                                    | Sébastien Ménard La République en marche                                      | 7 136                     | 31,89                     | 8 951                    | 48,28                    |
|                                                    | Éric Coquerel La France insoumise                                             | 4 256                     | 19,02                     | 9 590                    | 51,72                    |
|                                                    | Marina Venturini Les Républicains (Union des démocrates et indépendants)      | 2 834                     | 12,67                     |                          |                          |
|                                                    | Yannick Trigance (député sortant) Parti socialiste                            | 2 113                     | 9,44                      |                          |                          |
|                                                    | Frédéric Durand Parti communiste français                                     | 1 693                     | 7,57                      |                          |                          |
|                                                    | Gérard Levental Front national                                                | 1 327                     | 5,93                      |                          |                          |
|                                                    | Dina Deffairi-Saissac Europe Écologie Les Verts                               | 854                       | 3,82                      |                          |                          |
|                                                    | Bocar Niane Divers                                                            | 472                       | 2,11                      |                          |                          |
|                                                    | Samir Laidi Divers                                                            | 242                       | 1,08                      |                          |                          |
|                                                    | Anne-Laure Chaudon Lutte ouvrière                                             | 202                       | 0,90                      |                          |                          |
|                                                    | Kamel Bessaha Divers (Union populaire républicaine)                           | 201                       | 0,90                      |                          |                          |
|                                                    | Lorenzo de La Rochefoucauld Divers                                            | 166                       | 0,74                      |                          |                          |
|                                                    | Nadia Bouarissa Divers (Parti du vote blanc)                                  | 146                       | 0,65                      |                          |                          |
|                                                    | Rachid Lounes Écologiste (Confédération pour l'homme, l'animal et la planète) | 134                       | 0,60                      |                          |                          |
|                                                    | Mohamed Bentahar Divers                                                       | 128                       | 0,57                      |                          |                          |
|                                                    | Willène Pilate Écologiste (Parti animaliste)                                  | 124                       | 0,55                      |                          |                          |
|                                                    | Stéphane Lobbé Divers                                                         | 116                       | 0,52                      |                          |                          |
|                                                    | Élise Lecoq Extrême gauche (Nouveau Parti anticapitaliste)                    | 98                        | 0,44                      |                          |                          |
|                                                    | Patrick d'Hondt Écologiste (Mouvement 100 %)                                  | 52                        | 0,23                      |                          |                          |
|                                                    | Jonathan Wilson Extrême gauche (Parti ouvrier indépendant démocratique)       | 48                        | 0,21                      |                          |                          |
|                                                    | Mariz Lechesne Divers                                                         | 34                        | 0,15                      |                          |                          |
| [ 13 ]                                             |                                                                               |                           |                           |                          |                          |

### Élections de 2022
|                                                    |                                                                                   |                           |                           |                          |                          |
|                                                    |                                                                                   | Premier tour 12 juin 2022 | Premier tour 12 juin 2022 | Second tour 19 juin 2022 | Second tour 19 juin 2022 |
|                                                    |                                                                                   |                           |                           |                          |                          |
|                                                    |                                                                                   | Nombre                    | % des inscrits            | Nombre                   | % des inscrits           |
| Inscrits                                           | Inscrits                                                                          |                           | 100,00                    |                          | 100,00                   |
| Abstentions                                        |                                                                                   |                           |                           |                          |                          |
| Votants                                            |                                                                                   |                           |                           |                          |                          |
|                                                    |                                                                                   |                           | % des votants             |                          | % des votants            |
| Bulletins blancs                                   |                                                                                   |                           |                           |                          |                          |
| Bulletins nuls                                     |                                                                                   |                           |                           |                          |                          |
| Suffrages exprimés                                 |                                                                                   |                           |                           |                          |                          |
|                                                    |                                                                                   |                           |                           |                          |                          |
| Candidat Étiquette politique (partis et alliances) | Candidat Étiquette politique (partis et alliances)                                | Voix                      | % des exprimés            | Voix                     | % des exprimés           |
|                                                    |                                                                                   |                           |                           |                          |                          |
|                                                    | Éric Coquerel* Nouvelle Union populaire écologique et sociale La France insoumise | 13 608                    | 53,79                     | 17 456                   | 71,68                    |
|                                                    | Jeanne Dromard Ensemble                                                           | 4 780                     | 18,89                     | 6 895                    | 28,32                    |
|                                                    | Marie Brand Rassemblement national                                                | 1 829                     | 7,23                      |                          |                          |
|                                                    | Madioula Aïdara Diaby Divers gauche                                               | 970                       | 3,83                      |                          |                          |
|                                                    | Marianne Darmon PS diss.                                                          | 728                       | 2,88                      |                          |                          |
|                                                    | Anne-Solene Busch Reconquête                                                      | 636                       | 2,51                      |                          |                          |
|                                                    | François Péguillet Les Républicains                                               | 616                       | 2,43                      |                          |                          |
|                                                    | Fouzia Zekri Divers gauche                                                        | 600                       | 2,37                      |                          |                          |
|                                                    | Mohamed-Jamil Abid Divers gauche                                                  | 530                       | 2,10                      |                          |                          |
|                                                    | Jérôme Hirigoyen Parti animaliste                                                 | 368                       | 1,45                      |                          |                          |
|                                                    | Alain Aubry Lutte ouvrière                                                        | 276                       | 1,09                      |                          |                          |
|                                                    | François Deroche Divers centre                                                    | 236                       | 0,93                      |                          |                          |
|                                                    | Maïa Bahloul Parti ouvrier indépendant démocratique                               | 98                        | 0,39                      |                          |                          |
|                                                    | Etienna Etienne Union des démocrates et indépendants                              | 23                        | 0,09                      |                          |                          |
|                                                    | Olga Ede Divers centre                                                            | 0                         | 0,00                      |                          |                          |
| * Député sortant                                   |                                                                                   |                           |                           |                          |                          |

### Élections de 2024
| Candidat                 | Candidat                  | Parti et coalition       | Nuances                  | Premier tour | Premier tour |
| Candidat                 | Candidat                  | Parti et coalition       | Nuances                  | Voix         | %            |
| ------------------------ | ------------------------- | ------------------------ | ------------------------ | ------------ | ------------ |
|                          | Éric Coquerel             | LFI (NFP)                | UG                       | 27 298       | 65,28        |
|                          | Jean-Pierre Monfils       | RE (ENS)                 | ENS                      | 6 185        | 14,79        |
|                          | Julien Grazioli           | RN                       | RN                       | 4 803        | 11,49        |
|                          | François Péguillet        | LR                       | LR                       | 1 208        | 2,89         |
|                          | Gersende Le Maire         | ÉP (TUPV)                | ECO                      | 878          | 2,10         |
|                          | Nabil Bouard              |                          | DVD                      | 618          | 1,48         |
|                          | Alain Aubry               | LO                       | EXG                      | 543          | 1,30         |
|                          | Paul Uhalde               | PT                       | EXG                      | 204          | 0,49         |
|                          | Emmanuel Bilongo Mambweni | MT                       | DIV                      | 62           | 0,15         |
|                          | Gaëll Falisz              | NPA-R                    | EXG                      | 18           | 0,04         |
|                          |                           |                          |                          |              |              |
| Votes valides            | Votes valides             | Votes valides            | Votes valides            | 41 817       | 98,18        |
| Votes blancs             | Votes blancs              | Votes blancs             | Votes blancs             | 484          | 1,14         |
| Votes nuls               | Votes nuls                | Votes nuls               | Votes nuls               | 290          | 0,68         |
| Total                    | Total                     | Total                    | Total                    | 42 591       | 100          |
| Abstention               | Abstention                | Abstention               | Abstention               | 27 325       | 39,08        |
| Inscrits / participation | Inscrits / participation  | Inscrits / participation | Inscrits / participation | 69 916       | 60,92        |